# Alsædebrug
Alsædebrug er et dyrkningssystem i landsbyfællesskabets tid, hvor bymarken kunne have en eller to vange som blev besået hvert år. Dette forudsatte særligt tilførsel af gødning, og alsædebrug forekom derfor i egne med særligt gode vilkår for kvæghold.
Alsædebrug forekom blandt andet på Amager, ved Hørsholm og på Sejerø.